# Адлите, Лайма
Лайма Адлите (лит. Laima Adlytė, до замужества — Пакуцкене лит. Pakuckienė; 9 марта 1971, Вильнюс, СССР) — советская и литовская шашистка, одна из сильнейших в стране и 14-я по рейтингу в мире. Международный мастер (MIF). FMJD-Id: 10226

## Биография
Ученица Эдварда Бужинского. В 1989 году на чемпионате СССР среди девушек заняла 3 место
.
На чемпионате мира 2001 года заняла 3 место и получила бронзовую медаль.
Участница чемпионатов Европы 2004 (20 место), 2006 (20 место), 2008 (21 место), 2014 (28 место).
Серебряный призёр 1-го командного чемпионата Европы 2013 в формате быстрые шашки, бронзовый призёр командного чемпионата 2023 года.
На чемпионате мира 2013 года заняла 4-е место в блице и 11-е место в основной программе. В 2015 году на чемпионате мира заняла 11-е место.
Многократная чемпионка Литвы (2007, 2009, 2013, 2017, 2020, 2023).
В 2007 году окончила механический факультет Вильнюсского технического университета (lt:Vilniaus Gedimino technikos universiteto Mechanikos fakultetas). Работает дизайнером в Литовской военной академии.